# Выселение финского населения в Советскую Карелию
Выселение финского населения в Советскую Карелию — проведённое преимущественно с 6 по 11 февраля 1940 года перемещение финских граждан в специальные посёлки Карелии, расположенные вдали от советско-финской границы в связи с подготовкой советского наступления в ходе войны с Финляндией. Всего было переселено около 2 тысяч человек. В дальнейшем финские граждане при выявлении сразу направлялись в специальные посёлки.
Выселение не коснулось нескольких десятков финских граждан, оставшихся на оккупированной советскими войсками территории Карельского перешейка, которых переселили в Териоки. После подписания мирного договора большинство выселенных в мае 1940 года вернулись в Финляндию, около 150 человек остались в СССР и просили предоставить им советское гражданство.

## Предыстория
В октябре 1940 года власти Финляндии эвакуировали вглубь страны большинство гражданского населения, проживавшего в приграничной полосе. С началом войны часть финского населения ушла вместе с отступавшей финской армией.
Тем не менее, на оккупированной советскими войсками территории осталось несколько тысяч финских граждан. Большинство из них — около 1,8 тысяч человек — проживали около Суоярви. Там эвакуация фактически не проводилась. Например, жители деревни Куолоярви не покидали свои дома, а по информации советских пограничников по состоянию на 16 января 1940 года Игнойльской электростанцией руководила администрация в том же составе, что и до войны. Кроме того, на остальных территориях Финляндии, оккупированных советскими войсками, остались несколько сотен гражданских лиц.
Часть финских граждан при приближении советских войск бросила свои дома и укрылась в лесах. Однако из-за тяжелых природных условий финские граждане стали возвращаться в свои деревни и на хутора. 24-28 января 1940 года в деревни Кийтоярви, Мойсенваара и Раутаваара вернулось приблизительно 30 человек, 29 января того же года в Раутаваара прибыли ещё около 30 человек, в Мойсенваара — около 70 человек.
Оставшееся финское население оказалось в подчинении Трудового народного фронта для поддержки созданного в Териоках правительства О. Куусинена. На местах были проведены выборы в комитеты Трудового народного фронта. Для формирования комитетов на оккупированную территорию были направлены специальные бригады представителей Териокского правительства, включавшие членов партийного и советского актива Карелии, владевшие финским языком. Агитаторы распространяли правительственную газету «Народная власть», с жителями встречались члены Народного правительства. К началу января 1940 года были созданы 15 комитетов в крупных населенных пунктах и назначены 4 уполномоченных в небольших деревнях. В основном они состояли из представителей бедных и средних слоев крестьянства. Так, в деревне Хаутаваара (120 человек) комитет состоял из 5 человек. В деревне Мойсенваара (280 жителей) в комитете было тоже 5 человек.
Комитеты выполняли хозяйственные функции — организовывали охрану бесхозного скота и брошенного имущества, восстанавливали торговлю, создавали бригады по ремонту дорог и прочие. В газете «Народная власть» публиковались письма жителей оккупированной территории.

## Причины выселения
Причиной выселения было стремление советского военного командования в условиях подготовки наступления, намеченного на 11 февраля 1940 года обезопасить тылы и предотвратить утечку информации о подготовке операции. Кроме того, советское командование стремилось избежать потерь среди гражданского населения в ходе боевых действий. На то, что власти стремились избежать потерь, указывает тот факт, что выселение финских граждан проходило одновременно с выселением вглубь Карелии более 30 тысяч советских граждан (в основном карел) из 40-километровой зоны государственной границы.

## Ход выселения
Ставка Главного Военного Совета РККА приняла решение об интернировании финских граждан из районов их проживания, занятых частями 8-й, 9-й и 15-й армий, вглубь Карелии. Всего были интернированы 2080 финских граждан (мужчин — 402, женщин — 583, детей до 16 лет — 1095), которых разместили в трех населенных пунктах трех районов Карелии: Интерпоселке, Кавгоре-Гоймас и Кинтезьме.
Выселяли массово в период с 6 по 11 февраля 1940 года. При выселении перемещали целыми населёнными пунктами. Выселены были:
- Жители 37 деревень и хуторов Суоярвского прихода (1329 человек, в том числе 194 мужчин, 401 женщина и 734 детей в возрасте до 16 лет) — в Интерпоселок;
- Жители 23 населённых пунктов Суоярвского и Салминского приходов (481 человек, в том числе 94 мужчины, 120 женщин и 267 детей в возрасте до 16 лет) — в Кавгора-Гоймас;
- Жители 13 деревень и хуторов Суомуссалминского прихода (270 человек, в том числе 114 мужчин, 62 женщины и 94 ребёнка) — в Кинтезьма.

В дальнейшем при обнаружении бойцами РККА финских граждан они сразу же направлялись в один из этих трёх спецпосёлков.

## Положение выселенных в Советской Карелии
Интернированных финнов разместили в бараках и избушках на лесных участках и они первоначально почти беспрепятственно передвигались в пределах отведённых им населённых пунктах и даже за их пределами. Начальник Калевальского районного отделения НКВД Хитров докладывал руководству НКВД Карельской АССР 20 февраля 1940 года:

Все размещённые на лесопункте Кануссуо беженцы передвигаются с участка на участок в радиусе примерно 25 километров бесконтрольно, направляются в лес группами по нескольку человек. Где они находятся целый день, никто не знает…
Приблизительно в начале февраля 1940 года секретарь Карельского обкома ВКП(б) Г. Н. Куприянов и народный комиссар внутренних дел Карельской АССР М. И. Баскаков направили письмо на имя наркома внутренних дел СССР Л. П. Берия, в котором просили изолировать финское население в посёлках Кавгора и Интерпосёлок. Они предлагали эти посёлки передать полностью Управлению Беломорско-Балтийского лагеря НКВД и поручить ему установить в них соответствующий режим, охрану и использовать рабочую силу по своему усмотрению. В обосновании предложения было указано:

…среди переселённых финских граждан имеются кулаки, частные торговцы, владельцы предприятий, часть из них являются шюцкоровцами и членами других контрреволюционных партий, которые, несомненно, были оставлены финской разведкой в тылу со специальными заданиями по шпионажу и диверсиям. Они, безусловно, будут пытаться устанавливать связи с местным населением и вести среди него антисоветскую работу, создавая тем самым базу для различного рода контрреволюционных формирований и подрывной деятельности…
28 февраля 1940 года нарком внутренних дел Карельской АССР М. Баскаков дал указание о переселении финских граждан из посёлков лесопункта Кануссуо Ухтинского леспромхоза Калевальского района в спецпосёлок Кинтезьма и об усилении контроля за переселенцами. Такие же указания были приняты и относительно двух других населённых пунктов, где размещались интернированные финны: с начала марта 1940 года Интерпосёлок и Кавгора в официальных документах начинают называться спецпосёлками. Это указание было быстро выполнено. 6 марта 1940 года начальник Калевальского районного отделения НКВД Хитров в докладной записке на имя М. Баскакова сообщал:

В порядке выполнения Вашей директивы от 28 февраля сего года о переселении находящихся на лесопункте Кануссуо финских беженцев и определении их в спецпосёлок, организованный на лесопункте Кинтезьма, нами проделано следующее: всего принято от Калевальского погранотряда финбеженцев с лесопункта Кануссуо и определено в лесопункт Кинтезьма 263 человека, из них взрослого населения старше 16 лет — 182 человека, детей до 16 лет — 81 человек. Они были размещены в 4-х бараках. Для семейных в бараках предоставлены комнаты, для некоторых одна комната на две семьи…
При этом советские граждане, проживавшие в Кинтезьме (123 человека), должны были быть выселены в Кануссуо с имуществом и скотом. Фактически из-за отсутствия транспорта к 6 марта 1940 года в Кануссуо были размещены 104 местных жителя, а для обслуживания Кинтезьмы оставили 22 человека (начальник лесопункта, мастера, пожарная охрана и прочие).
В Кинтезьме финских граждан взяли под наблюдение. В докладной записке от 6 марта 1940 года начальника Калевальского районного отделения НКВД Хитрова сообщалось:

Для охраны спецпосёлка Кинтезьма было организовано 2 круглосуточных поста, осуществлялось круглосуточное патрулирование по периметру посёлка, по 6 часов в сутки каждой сменой. Кроме того, планируется осуществлять патрулирование по местам работы финских граждан. На мастеров лесопункта возложена обязанность по контролю за финнами на местах производства работ. При выезде на работу они по спискам забирают у коменданта людей, а вечером — по списку возвращают их коменданту…
Некоторые интернированные требовали от советской власти улучшения их снабжения. Так, 23 февраля 1940 года к уполномоченному Карельского обкома ВКП(б) и СНК Карелии Карапетову, который находился в Интерпоселке, обратился финский гражданин Даниил Ропа из деревни Риухтоваара и в ультимативной
форме потребовал предоставить для интернированных тёплое жилье и молоко для детей. В противном случае, заявил он, финны работать не будут, так как они являются иностранными гражданами, и если их будут плохо содержать, то они направят письмо в Москву. Об этом Карапетов 26 февраля 1940 года сообщил в НКВД Карельской АССР. Снабжение частично шло от правительства Куусинена. Так, начальник Калевальского районного отделения НКВД Хитров в середине марта 1940 года сообщал:

Питание плохое, в течение нескольких дней ничего кроме хлеба не было. Леспромхозу не вовремя выплачивают деньги. Помощи никто не оказывает. Временное правительство Финляндии отпустило всего 600 рублей…
Трудоспособные финские интернированные работали на лесозаготовках. Однако большинство выселенных составляли дети в возрасте до 16 лет и пожилые люди, которые работать не могли.
В советских документах выселенных финских граждан называли «финскими беженцами» и «переселенцами». Сергей Веригин предложил называть их интернированными.

## Смертность среди выселенных
Начальник Калевальского районного отделения НКВД Хитров отмечал случаи смертей среди интернированных от болезней, вызванных недоеданием. 17 апреля 1940 года Хитров докладывал руководству НКВД Карелии:

На почве недоедания среди финнов появилось много больных, 6 человек умерло. Имеется 40 человек нетрудоспособных и детей, нуждающихся в систематической материальной помощи. Если её не будет, то смертность может увеличиться…

До последнего времени часть трудоспособного финского населения, сконцентрированного в спецпосёлках, работает на лесозаготовках: в Кавгоре — 40 человек, в Кинтезьме — 60, в Интерпосёлке — 80.
Другая часть — нетрудоспособные и обремененные большим количеством детей — для своего существования систематически получала материальную помощь от бывшего Народного правительства Финляндии. По трем спецпосёлкам зарегистрировано 89 семей с одним трудоспособным или имеющим на иждивении от 5 до 10 детей, и это не считая значительного количества мужчин и женщин преклонного возраста. В связи с тем, что за последнее время материальная помощь данной категории оказывается нерегулярно, часть переселенцев, особенно в спецпосёлках Кинтезьма и Кавгора, голодает. На почве недоедания среди них имеются случаи заболеваний. В течение февраля, марта и апреля во всех посёлках зарегистрировано 50 смертей среди лиц преклонного возраста и детей. Для того чтобы выжить, переселенцы распродают местному населению привезённую с собой одежду и предметы домашнего обихода…
Большинство умерших составляли дети и пожилые люди. Историк Сергей Веригин установил фамилии и годы жизни 10 из 50 умерших — 5 человек были в возрасте младше 5 лет, 4 человека были в возрасте старше 60 лет и 1 человек был в возрасте примерно 13 лет.
Интернированные получали медицинскую помощь. В марте 1940 года в спецпосёлке Кинтезьма болели
около 30 человек, из которых 12 направили в больницу в Юшкозеро. Из Петрозаводска в Кинтезьму был командирован врач, который после обследования сообщил, что интернированные заболели гемоколитом.
За период пребывания в Карелии у финских граждан рождались дети. Сергей Веригин установил рождение 23 человек.

## Финское население Карельского перешейка
На территории Карельского перешейка на оккупированной советскими войсками территории осталось около 100 человек. Все они были переселены в Териоки. В докладной записке начальника оперативной группы УНКВД по Ленинградской области И. И. Ермолина начальнику УНКВД по Ленинградской области С. А. Гоглидзе от 19 января 1940 года сообщалось:

По состоянию на 18/I. 40 г. в гор. Териоки насчитывается 60 местных жителей, из них 30, согласно Вашего распоряжения о концентрации населения в 2-х пунктах: в Териоках и Рауту — переселены из окрестных деревень и селений. Осталось переселить ещё 10 человек, но эта работа приостановлена в связи
с сильными морозами и болезненным состоянием некоторых из них. Работа по переселению производилась представителями Леноблисполкома, при содействии Опер. Группы Милиции и 2-го полка финской народной армии. В общем переселение проведено удовлетворительно. Люди размещены в большинстве случаев в лучшие дома, чем они занимали ранее, перевезено их имущество и домашний скот. По имеющимся у нас агентурным материалам, почти все жители довольны переселением, за исключением отдельных лиц… Для престарелых и нетрудоспособных организован специальный дом, в котором в настоящее время содержатся 14 человек
10 трудоспособных финских граждан в Териоках работали в кооперации и государственном банке. В марте 1940 года в районе Койвисто была обнаружена местная жительница, которая была вывезена в Териоки. Об этом начальник оперативной группы УНКВД по Ленинградской области Н. К. Моргуль сообщал:

В районе Койвисто на сегодняшний день из местных жителей выявлена только одна женщина — жена рабочего железнодорожника. Ввиду того, что район Койвисто является укрепленным районом и этой
женщине там делать нечего, она перевезена в Териоки, где ей предоставлена жилплощадь и работа. Особых нареканий с её стороны из-за этого переезда не наблюдается

## Финское население района Петсамо
Финское население района Петсамо было вероятно переселено в Мурманскую область.

## Возвращение в Финляндию
Заключение мира между СССР и Финляндией интернированные встретили радостно. 17 марта 1940 года в Кинтезьме прошел митинг в связи с заключением мирного договора. Пошли слухи о
том, что скоро всех эвакуированных отправят по месту прежнего жительства. В Интерпосёлке учитель Матти Николаевич Паюнен (1880 года рождения) написал заявление на имя Ю. Паасикиви в финскую миссию в Москве, где просил ускорить решение вопроса о выезде всех переселённых финнов из СССР в Финляндию. С этим заявлением М. Н. Паюнен обходил всех переселенцев и собирал под ним подписи. После завершения войны интернированные стали массово отказываться от работ. В Кинтезьме 28 марта 1940 года из 60 трудоспособных финских граждан на работу вышли только 6 человек.
В докладной записке наркома внутренних дел Карело-Финской ССР М. Баскакова
«О положении финского населения в спецпосёлках на территории КФССР» от 30 апреля 1940 года, направленной им руководству НКВД СССР содержалось ходатайство «о переселении всех прибывших с территории Финляндии финнов в Сибирь» с обоснованием:

Иностранные разведки в дальнейшем будут использовать это финское население как базу для подрывной деятельности против СССР…
4 мая 1940 года вышло Постановление СНК СССР № 640—212 «О выезде из СССР жителей территорий, отошедших к Советскому Союзу на основании мирного договора между СССР и Финляндской Республикой, заключенного 12 марта 1940 г.». 14 мая 1940 года в адрес Председателя СНК Карело-Финской ССР П. В. Солякова поступило письменное распоряжение из Москвы, которое предписывало создать комиссию для реализации этого постановления.
Л. П. Берия дал указание НКВД КФССР и УНКВД по Мурманской области за № 1799 от 8 мая 1940 года о создании 4-х комиссий по эвакуации выразивших желание финских граждан выехать в Финляндию:
- В Петрозаводске для расселённых в Интерпосёлке;
- В Кондопоге для расселённых в районе Кавгоры;
- В Ухте для расселённых в Кинтезьме;
- В Мурманске для расселённых в Ловозерском районе Мурманской области.

Были определены маршруты эвакуации финнов к государственной границе:
- Петрозаводск-Суоярви-Вяртсиля для выезжающих из районов Кавгоры и Интерпосёлка;
- Лонка-Юнтусранта для выезжающих из Кинтезьмы;
- Мурманск, оттуда пароходом в Петсамо — для выезжающих из Ловозерского района.

Была разработана специальная инструкция, утверждённая наркомом внутренних дел СССР Л. П. Берия, которая предписывала комиссиям выяснить количество, местонахождение, род занятий и национальность лиц, подлежащих эвакуации, принимать заявления от тех, кто желает эвакуироваться, составлять списки и подготовить людей к эвакуации. Комиссии должны были ознакомить финнов с порядком и условиями эвакуации. Комиссии должны были следить, чтобы вывоз имущества и ценностей осуществлялся в соответствии с утверждённым списком предметов.
В первую очередь эвакуации подлежали нетрудоспособные, больные, инвалиды, старики, одинокие женщины и дети и лица, члены семей которых находились на территории Финляндии. Была установлена форма учёта выезжающих в Финляндию, в которой указывали: фамилию, имя и отчество, год и место рождения, место жительства до 1 декабря 1940 года, национальность, гражданство, профессию и семейное положение. Право самостоятельного решения об эвакуации в Финляндию было предоставлено лицам, достигшим 14 лет.
Эвакуация была в целом завершена за месяц. Председатель государственной комиссии по эвакуации комбриг Котомин 1 июня 1940 года сообщил в НКВД СССР, что эвакуация завершена по всем пунктам размещения интернированных (кроме Кинтезьмы, где эвакуацию было запланировано закончить до 10 июня 1940 года). Указывалось, что были учтены 2500 финских граждан, подлежащих эвакуации:
- В Карело-Финской ССР — 2121 человек;
- В Мурманской области — 312 человек;
- В Ленинградской области — 107 человек.

На 31 мая 1940 года были переданы Финляндии 2134 человека, изъявили желание остаться в СССР 155 человек.
Финны возвращались с имуществом. Советские пограничники сообщали:

В период с 25 мая по 3 июня 1940 г. эвакуировано финских граждан через КПП «Лонка» 255 человек, а также 16 лошадей. По дороге к границе умерли 2 человека и пали 16 лошадей. Через КПП «Вяртсиля» переправлены 1755 человек, по дороге к границе умерли 3 человека…

## Оставшиеся в СССР
В СССР остались около 150 человек, из которых большинство подали письма в Президиум Верховного Совета СССР с просьбой о предоставлении им советского гражданства. Известен художник Герман Пресас, эмигрировавший из СССР в 1923 году, который проживал на Карельском перешейке, остался в Териоках и в 1940—1941 годах работал руководителем студии в Доме пионера и школьника в Терийоках, 5 июля 1941 года был арестован, осужден на 8 лет и умер в тюремной больнице.